# Menke
Menke ist ein deutscher Familienname.

## Varianten
- Meinke, Mencke, Menk, Menken, Menkes

## Namensträger
- Albert Ernest Menke (1858–nach 1902), deutscher Chemiker und Hochschullehrer
- Albrecht Menke (1934–2017), deutscher Verwaltungsjurist
- Andreas Menke (* 1977), deutscher Psychiater, Professor und Autor
- Bernhard Menke (1876–1929), deutscher Politiker, MdL Sachsen
- Bettine Menke (* 1957), deutsche Literaturwissenschaftlerin
- Carl Menke (1906–nach 1938), deutscher Hockeyspieler
- Christoph Menke (* 1958), deutscher Philosoph
- Cornelis Menke (* 1973), deutscher Philosoph
- Diederich Menke (1922–1987), deutscher Kaufmann, Bremer Bürgerschaftsabgeordneter (CDU)
- Emil Menke-Glückert (1878–1948), deutscher Historiker und Politiker
- Friedrich Menke (* 1931), deutscher Studiendirektor, Bremer Bürgerschaftsabgeordneter (CDU)
- Franziska Menke (* 1960), deutsche Sängerin, siehe Frl. Menke
- Holger Menke (* 1972), deutscher Handballspieler
- Hubertus Menke (1941–2025), deutscher Germanist
- Jean Baptiste Menke (1887–1955), holländischer Chemiker
- Joe Menke (1925–2001), deutscher Schlagerkomponist und Musikproduzent
- Johan-Michel Menke (* 1977), deutscher Rechtsanwalt und Fachanwalt für Arbeitsrecht
- Johannes Menke (* 1972), deutscher Musiktheoretiker und Komponist
- Jörg Menke-Peitzmeyer (* 1966), deutscher Dramatiker und Schauspieler
- Josef Menke (Politiker) (1899–1975), deutscher Politiker (CDU)
- Josef Menke (Polizeibeamter) (1905–1996), deutscher Kriminalbeamter und SS-Sturmbannführer
- Josef Menke (Fußballspieler) (* 1959), deutscher Fußballspieler
- Josef Ferdinand Menke (1913–1995), deutscher Ingenieur und Physiker für Infrarot-Technologie
- Juliette Menke (* 1981), deutsche Schauspielerin, siehe Juliette Greco (Schauspielerin)
- Karl Ferdinand Menke (eigentlich Karl Ferdinand Manko; 1772–1819), deutscher Schriftsteller
- Karl-Heinz Menke (Agrarwissenschaftler) (1927–2025), deutscher Agrarwissenschaftler und Hochschullehrer
- Karl-Heinz Menke (Theologe) (* 1950), deutscher Theologe und Hochschullehrer
- Karl-Rudolf Menke (1949–2022), deutscher Moderator und Sprecher
- Karl Theodor Menke (1791–1861), deutscher Naturforscher
- Khyde Menke (* 1985), nauruischer Politiker
- Kurt Menke (1921–1980), deutscher Kinderbuchautor
- Luca Menke (* 2000), deutscher Fußballspieler
- Ludwig Menke (Maler) (1822–1882), deutscher Maler und Zeichenlehrer
- Ludwig Menke (Politiker) (1887–1982), deutscher Politiker (Zentrum, CDU)
- Michael Menke-Peitzmeyer (* 1964), römisch-katholischer Theologe und Geistlicher
- Nils Menke, deutscher Ruderer
- Nina Menke (* 1992), deutsche Rapperin und Laiendarstellerin
- Peter Menke-Glückert (1929–2016), deutscher Publizist und Ministerialbeamter
- Sally Menke (1953–2010), US-amerikanische Filmeditorin
- Ulrich Menke (* 1963), deutscher Verwaltungsjurist und politischer Beamter
- Werner Menke (Musikwissenschaftler) (1907–1993), deutscher Musiker und Musikwissenschaftler
- Werner Menke (Biologe) (* 1946), deutscher Biologe und Heimatkundler
- Wilhelm Menke (1910–2007), deutscher Biologe und Züchtungsforscher  sowie Hochschullehrer
- Wolfgang Menke (* 1949), deutscher Sportmediziner